# Ēriks Jēkabsons (historyk)
Ēriks Jēkabsons (w polonijnych publikacjach także: Eryk Jekabson; ur. 14 stycznia 1965 w Rydze) – łotewski historyk zajmujący się historią Polaków na Łotwie, stosunkami polsko-łotewskimi i litewsko-łotewskimi oraz historią Europy Środkowo-Wschodniej XX wieku. 

## Życiorys
Ukończył studia na Wydziale Historyczno-Filozoficznym Uniwersytetu Łotewskiego (1983–1990). Obronił pracę magisterską pod tytułem Walka Polski i Szwecji o Inflanty 1600–1629. W 1990 podjął pracę w Instytucie Historii Akademii Nauk Łotwy, zaś trzy lata później znalazł zatrudnienie w Instytucie Historii Łotwy macierzystej uczelni. W 1995 obronił pracę doktorską pod tytułem Stosunki łotewsko-polskie 1919–1920. Współpracował również z Uniwersytetem Stradiņša w Rydze, a także Łotewskim Państwowym Archiwum Historycznym. Od 2006 jest profesorem Uniwersytetu Łotewskiego.
Zajmuje się głównie najnowszą historią Łotwy, mniejszościami narodowymi, historią wojska łotewskiego oraz stosunkami polsko-łotewskimi i łotewsko-litewskimi w dwudziestoleciu międzywojennym. 
Ma częściowo polskie korzenie. Należy do Polskiego Towarzystwa Historycznego. Od 1998 jest członkiem Komisji Historycznej przy Prezydencie Republiki Łotewskiej.
Jest autorem kilkunastu książek i kilkuset artykułów. Został odznaczony Złotym Krzyżem Zasługi (Polska, 2004). W 2019 odznaczono go Orderem Trzech Gwiazd. W 2020 został łotewskim historykiem 2019 roku. W 2023 podczas oficjalnej wizyty na Łotwie prezydent Andrzej Duda odznaczył go Krzyżem Oficerskim Orderu Zasługi RP.

## Wybrane publikacje książkowe
- Jēkabsons Ēriks, (współautor) Ščerbinskis Valters, Latvijas armijas augstākie virsnieki 1918–1940. Biogrāfiska vārdnīca, Latvijas Valsts vēstures arhīvs, Rīga 1998
- Jēkabsons Ēriks, Lietuvieši Latvijā, Latvijas Universitātes Filozofijas un socioloģijas institūts, Elpa, Rīga 2003
- Jēkabsons Ēriks, (współautor) Ščerbinskis Valters, Latvijas ārlietu dienesta darbinieki 1918–1991. Biogrāfiska vārdnīca, Latvijas Valsts vēstures arhīvs, Rīga 2003
- Jēkabsons Ēriks, (współautor) Ščerbinskis Valters, Latgaliešu politiķi un politiskās partijas neatkarīgajā Latvijā, Wydawnictwo Jumava, Rīga 2006
- Jēkabsons Ēriks, (współautor) Ščerbinskis Valters, Latvijas advokatūra. Zvērināti advokāti un zvērinātu advokātu palīgi biogrāfjās 1919 – 1945. Biogrāfiska vārdnīca, Latvijas Valsts vēstures arhīvs, Rīga 2007
- Jēkabsons Ēriks, Ziemie Łotwy między Wschodem a Zachodem Europy (przeł. Jarosław Iwczenko, Konrad Szulga, Katarzyna Lipska), Europejskie Kolegium Polskich i Ukraińskich Uniwersytetów, Lublin 2007
- Jēkabsons Ēriks, Piesardzīgā draudzība: Latvijas un Polijas attiecības 1919. un 1920. gadā. Rīga, LU Akadēmiskais apgāds, Rīga 2007
- Jēkabsons Ēriks, Polijas ārējā politika 1918.–1937. gadā: vēstures avotu krājums, Rīga 2009
- Jēkabsons Ēriks, (współautorzy) Janicki Arkadiusz, Laszczkowski Michał, Polentechnikum, Ministerstwo Kultury i Dziedzictwa Narodowego, Warszawa 2012
- М. Королёв, Э. Екабсонс. Консульство и консулы Латвии в Витебске, Минск 2015 (2 ed. Витебск 2017)
- Jēkabsons Ēriks, Latvijas un Amerikas Savienoto Valstu at-tiecības 1918.–1922. gadā, Latvijas vēstures institūta apgāds, Rīga 2018
- Jēkabsons Ēriks, (współautorzy) Kılıç Selda Kaya, Armağan Abdüllatif, Küçük Evren, Sarısır Serdar, Özden Neşe, Latvija un Turcija. Aizmirstās attiecības 1918–1940. Letonya ve Türkiye. Unutulmuş ilişkiler 1918–1940, LU Akadēmiskais apgāds, Rīga 2018